# Juan Tito
Juan Martínez Villacañas, más conocido como Juan Tito (Úbeda, 27 de julio de 1940), es un alfarero español. Primogénito de Pablo Martínez Padilla Tito, uno de los alfareros más populares de Úbeda en el siglo xx.

## Biografía
Junto con su hermano Paco Tito, aprendió el oficio con su padre, y otros maestros alfareros como Salvador Góngora Guindilla y Francisco Ortega el Músico, todos ellos ubetenses. 
En la década de 1960, superando la crisis general del barro que hizo que muchos artesanos abandonaran los talleres, mantuvo su alfar ajeno a todo carácter industrial, conservando la estética tradicional de las piezas y recuperando formas y técnicas olvidadas. Asimismo, para reivindicar esta tradición alfarera, reunió una rica colección de cacharrería popular procedente de toda la península, en su mayoría piezas de los siglos xix y xx, que se exhiben en su Casa-Museo.

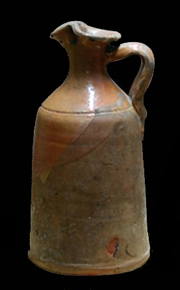
Alcuza de la casa-museo de los Titos en Úbeda.

En defensa de la alfarería como legado histórico y artístico, promovió y presidió «Alfares», una de las primeras asociaciones de alfareros de ámbito nacional. También es miembro fundador de la Asociación de Ceramología de España y del Consejo Asesor del Museo de Cerámica Popular de La Ametlla de Mar en Tarragona.
Aún considerando la alfarería como «el reducto donde sobreviven valores y costumbres de un mundo más austero pero también más humano», Tito no ha permanecido ajeno a la investigación y las nuevas tendencias. Así se constata en su taller, que tras su jubilación, regenta su hijo Juan Pablo. Entre las grandes realizaciones de dicho taller cabe mencionar el ajuar de más de 300 piezas elaborado para la película Alatriste de Agustín Díaz Yanes.
En reconocimiento a su trayectoria personal, profesional y artística recibió en el año 2006 el Premio Nacional de Artesanía en su primera edición.